# Boľkovce
Boľkovce este o comună slovacă, aflată în districtul Lučenec din regiunea Banská Bystrica. Localitatea se află la altitudinea de 186 m deasupra n.m., se întinde pe o suprafață de 10,99 km2 și în 2017 număra 643 de locuitori.

## Istoric
Localitatea Boľkovce este atestată documentar din 1255.

## Demografie
| An:                | 1994 | 2004   | 2014   | 2024   |
| ------------------ | ---- | ------ | ------ | ------ |
| Număr de persoane: | 625  | 656    | 620    | 626    |
| Diferență:         |      | +4,96% | −5,48% | +0,96% |

| An:                | 2023 | 2024   |
| ------------------ | ---- | ------ |
| Număr de persoane: | 628  | 626    |
| Diferență:         |      | −0,31% |